# PI4KA
La fosfatidilinositol 4-quinasa alfa es una enzima que en humanos está codificada por el gen PI4KA .

## Función
Este gen codifica una 1-fosfatidilinositol 4-quinasa que cataliza el primer paso comprometido en la biosíntesis de fosfatidilinositol 4,5-bisfosfato. Las PI 4-quinasas de mamíferos se han clasificado en dos tipos, II y III, según su masa molecular y la modulación por detergente y adenosina. Se han descrito dos variantes de transcripción que codifican diferentes isoformas para este gen.

## Significación clínica
La isoforma alfa de PI4KIII juega un papel en la replicación del virus de la hepatitis C (VHC). Además, la lípido quinasa PI4KA afecta la replicación del VHC alterando la fosforilación de la proteína NS5A del VHC.